# Glykí
Glykí är en ort i Grekland.   Den ligger i prefekturen Thesprotia och regionen Epirus, i den västra delen av landet, 300 km nordväst om huvudstaden Aten. Glykí ligger 100 meter över havet och antalet invånare är 449.
Terrängen runt Glykí är kuperad åt sydväst, men åt nordost är den bergig. Runt Glykí är det ganska glesbefolkat, med 34 invånare per kvadratkilometer. Närmaste större samhälle är Kanaláki, 10,4 km söder om Glykí. == Kommentarer ==
1. ↑  Framräknat ur variansen i alla höjduppgifter (DEM 3") från Viewfinder Panoramas, inom 10 km radie.[2] Mer om algoritmen finns här: Användare:Lsjbot/Algoritmer.